# Olli Määttä
Olli Määttä, född 22 augusti 1994, är en finländsk professionell ishockeyback som spelar för Utah Mammoth i NHL.
Han har tidigare spelat för Pittsburgh Penguins, Chicago Blackhawks, Los Angeles Kings, Detroit Red Wings och Utah Hockey Club i NHL; Wilkes-Barre/Scranton Penguins i AHL; D Team och Finland U20 i Mestis samt London Knights i OHL.

## Spelarkarriär

### NHL

#### Pittsburgh Penguins
Han draftades i första rundan i 2012 års draft av Pittsburgh Penguins som 22:a spelare totalt. Han vann Stanley Cup med Penguins för säsongerna 2015–2016 och 2016–2017.

#### Chicago Blackhawks
Den 16 juni 2019 tradades han till Chicago Blackhawks i utbyte mot Dominik Kahun och ett draftval i femte rundan 2019.

## Statistik
| 2010–2011  | D Team                         | Mestis     | 23  | 1  | 5   | 6   | 6   | —  | —  | —  | —  | —  |
|            | Finland U20                    | Mestis     | 2   | 0  | 2   | 2   | 2   | —  | —  | —  | —  | —  |
| 2011–2012  | London Knights                 | OHL        | 58  | 5  | 27  | 32  | 25  | 19 | 6  | 17 | 23 | 2  |
| 2012–2013  | London Knights                 | OHL        | 57  | 8  | 30  | 38  | 30  | 21 | 4  | 10 | 14 | 8  |
|            | Wilkes-Barre/Scranton Penguins | AHL        | —   | —  | —   | —   | —   | 3  | 0  | 0  | 0  | 0  |
| 2013–2014  | Pittsburgh Penguins            | NHL        | 78  | 9  | 20  | 29  | 14  | 13 | 0  | 4  | 4  | 0  |
| 2014–2015  | Pittsburgh Penguins            | NHL        | 20  | 1  | 8   | 9   | 10  | —  | —  | —  | —  | —  |
| 2015–2016  | Pittsburgh Penguins            | NHL        | 67  | 6  | 13  | 19  | 22  | 18 | 0  | 7  | 7  | 4  |
| 2016–2017  | Pittsburgh Penguins            | NHL        | 55  | 1  | 6   | 7   | 12  | 25 | 2  | 6  | 8  | 12 |
| 2017–2018  | Pittsburgh Penguins            | NHL        | 82  | 7  | 22  | 29  | 28  | 12 | 0  | 2  | 2  | 4  |
| 2018–2019  | Pittsburgh Penguins            | NHL        | 60  | 1  | 13  | 14  | 12  | 1  | 0  | 0  | 0  | 0  |
| 2019–2020  | Chicago Blackhawks             | NHL        | 65  | 4  | 13  | 17  | 20  | 9  | 3  | 3  | 6  | 4  |
| 2020–2021  | Los Angeles Kings              | NHL        | 41  | 0  | 4   | 4   | 6   | —  | —  | —  | —  | —  |
| 2021–2022  | Los Angeles Kings              | NHL        | 66  | 1  | 7   | 8   | 10  | 7  | 0  | 0  | 0  | 0  |
| 2022–2023  | Detroit Red Wings              | NHL        | 78  | 6  | 17  | 23  | 14  | —  | —  | —  | —  | —  |
| 2023–2024  | Detroit Red Wings              | NHL        | 72  | 4  | 14  | 18  | 14  | —  | —  | —  | —  | —  |
| 2024–2025  | Detroit Red Wings              | NHL        | 7   | 0  | 0   | 0   | 0   | —  | —  | —  | —  | —  |
|            | Utah Hockey Club               | NHL        | 70  | 2  | 16  | 18  | 16  | —  | —  | —  | —  | —  |
| NHL totalt | NHL totalt                     | NHL totalt | 761 | 42 | 153 | 195 | 178 | 85 | 5  | 22 | 27 | 24 |
| OHL totalt | OHL totalt                     | OHL totalt | 115 | 13 | 57  | 70  | 55  | 40 | 10 | 27 | 37 | 10 |

### Internationellt
| Källa: Uppdaterad: 2024-10-30 | Källa: Uppdaterad: 2024-10-30 | Källa: Uppdaterad: 2024-10-30 |         | Utv = Utvisningsminuter | Utv = Utvisningsminuter | Utv = Utvisningsminuter | Utv = Utvisningsminuter | Utv = Utvisningsminuter |
| År                            | Lag                           | Mästerskap                    | Matcher | Mål                     | Assists                 | Poäng                   | Utv                     |                         |
| ----------------------------- | ----------------------------- | ----------------------------- | ------- | ----------------------- | ----------------------- | ----------------------- | ----------------------- | ----------------------- |
| 2011                          | Finland                       | JVM                           | 6       | 0                       | 0                       | 0                       | 0                       |                         |
| 2011                          | Finland                       | U18-VM                        | 6       | 1                       | 3                       | 4                       | 0                       |                         |
| 2012                          | Finland                       | JVM                           | 1       | 0                       | 0                       | 0                       | 0                       |                         |
| 2013                          | Finland                       | JVM                           | 5       | 1                       | 2                       | 3                       | 2                       |                         |
| 2014                          | Finland                       | OS                            | 6       | 3                       | 2                       | 5                       | 0                       |                         |
| 2016                          | Finland                       | WC                            | 3       | 0                       | 0                       | 0                       | 0                       |                         |
| 2021                          | Finland                       | VM                            | 10      | 0                       | 2                       | 2                       | 0                       |                         |
| 2023                          | Finland                       | VM                            | 8       | 0                       | 5                       | 5                       | 0                       |                         |
| 2024                          | Finland                       | VM                            | 8       | 1                       | 2                       | 3                       | 2                       |                         |
| 2025                          | Finland                       | 4 Nations                     | 3       | 0                       | 2                       | 2                       | 2                       |                         |
| Junior totalt                 | Junior totalt                 | Junior totalt                 | 18      | 2                       | 5                       | 7                       | 2                       |                         |
| Senior totalt                 | Senior totalt                 | Senior totalt                 | 38      | 4                       | 13                      | 17                      | 4                       |                         |